# Raheleh Asemani
Raheleh Asemani (escutarⓘ; persa: راحله آسمانی, nascida em 21 de junho de 1989 em Karaj) é uma belga iraniana, é uma taekwondista que compete internacionalmente pela Bélgica. Ela participou nos Jogos Olímpicos de 2016.

## Vida pessoal
Asemani nasceu em 21 de junho de 1989, Karaj, Irão. Asemani deixou o Irão como refugiada em 2012 e estabeleceu-se na Bélgica, onde ela trabalha para o serviço postal.Em abril de 2016, ela foi concedida à cidadania belga.

## Taekwondo
Representando o Irão, ela ganhou uma medalha de prata nos Jogos Asiáticos de 2010 na divisão das mulheres 62 kg depois de perder para Noh Eun-sil no final.
Como ela ainda não tinha adquirido a cidadania belga, Asemani foi sugerida como uma potencial concorrente para a equipe de Atletas Refugiados Olímpicos para os Jogos Olímpicos de 2016 em Rio de Janeiro, Brasil. Ela foi autorizada a competir no Torneio de Qualificação Olímpica no Campeonato Europeu de Taekwondo realizada em Istambul, na Turquia, sob a bandeira do corpo governante, a Federação Mundial de Taekwondo, como atleta independente. Competindo na divisão de peso -57 kg feminino, ela avançou para a final do torneio onde enfrentou Suvi Mikkonen da Finlândia. Asemani ganhou a por luta por 7-4 para ganhar a qualificação para o evento no Rio como uma concorrente dos refugiados.  Depois que ela foi concedida à cidadania belga ela se candidatou para competir de vez para a equipa belga, com o Presidente do Comitê Olímpico Internacional (COI) Thomas Bach dizendo que tal permissão seria concedida. Como tal, ela não foi nomeada como parte do elenco de dez atletas para a equipe de refugiados.
No Campeonato Europeu de Taekwondo de 2016, realizada em Montreux, Suíça, Asemani representou a Bélgica e ganhou uma medalha de bronze atrás apenas da britânica Jade Jones e da sueca Nikita Glasnovic. Durante o torneio, tanto Asemani e Jones, juntamente com britânico nascido moldavo Aaron Cook, foram nomeados pela Federação Mundial de Taekwondo como os primeiros três embaixadores humanitários do esporte.